# Кунцевский противотанковый ров
Кунцевский противотанковый ров — единая линия советских оборонительных инженерных сооружений, сооружённая в начальный период Великой Отечественной войны на территории Кунцевского района Московской области, западнее города Кунцево, и предназначенная для защиты ближних подступов к Москве от продвигающихся к городу германских войск.

## История
Вследствие череды военных катастроф, которые постигли Красную армию с самых первых дней войны, и стремительного продвижение немцев на многих направлениях вглубь страны, создание оборонительной линии западнее города Кунцево началось уже в июле 1941 года. К сентябрю линия представляла собой сомкнутую систему полнопрофильных противотанковых рвов, усиленных пулемётно-артиллерийскими огневыми точками.

## Описание
Кунцевский противотанковый ров хорошо известен по трофейным немецким аэрофотоснимкам осени 1941 года.
Начинаясь от правого берега Москвы-реки на её излучине в районе села Крылатское, ров двумя линиями пересекал Рублёвское шоссе. После него он смыкался и уходил извилистой линией на юго-восток, до района будущей станции метро «Кунцевская». Здесь, на окраине города Кунцево, ров проходил двойной линией вдоль берегов речки Фильки. Далее он тянулся уже на юго-запад, в район будущей железнодорожной платформы «Рабочий посёлок». У ответвления ж/д линии в сторону станции Усово ров был усилен и выполнен в виде двух исходящих углов — севернее и южнее железной дороги.
Конечный участок противотанкового рва в окрестностях Кунцева шёл примерно на юг, примыкая к Можайскому шоссе и левому берегу реки Сетунь.

### Карты
- Положение рва на немецкой аэрофотосъёмке 1942 года // retromap.ru
- Схемы обороны Москвы — Кунцево Онлайн
- Схемы обороны Москвы
- 7-й квартал Кунцево — Остатки противотанкового рва
- Противотанковый ров на эскизном проекте застройки